# Schonener Löwenzahn

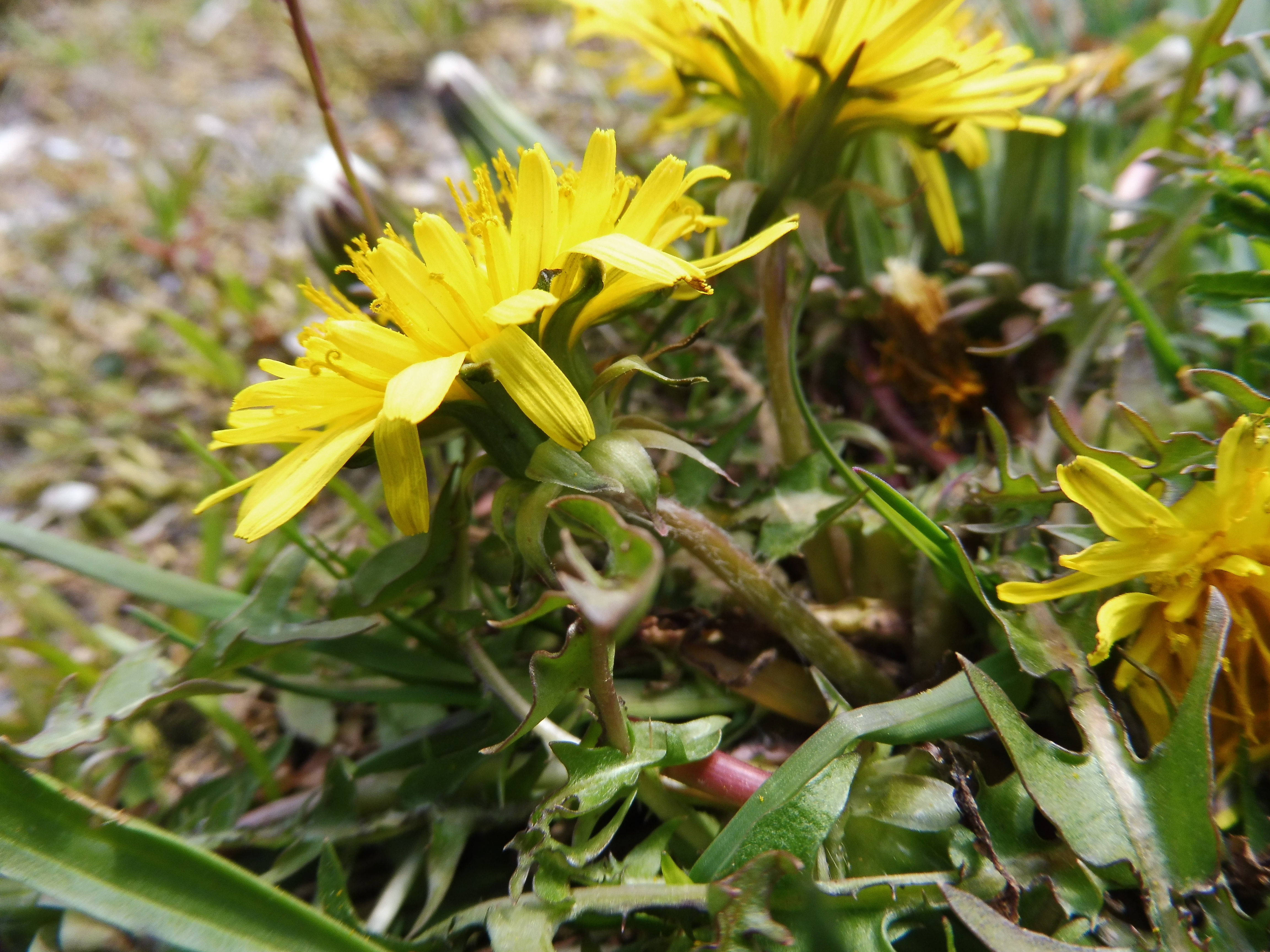
Blütenstand von Taraxacum scanicum, Iffezheim, 17. April 2021

Der Schonener Löwenzahn (Taraxacum scanicum) ist eine Pflanzenart in der Gruppe der Schwielen-Löwenzähne (Taraxacum sect. Erythrosperma).

## Erscheinungsbild
Der Schonener Löwenzahn ist eine mehrjährige, krautige und meist kleine Pflanze. Die Laubblätter sind mehr oder weniger dunkelgrün und gelappt, die Seitenlappen sind dreieckig bis deltoid sowie oft zungenförmig. Der Schonener Löwenzahn hat häufig geflügelte, hell rot-violette Blattstiele. Die grünlich gefärbten äußeren Hüllblätter (bei Taraxacum bellicum in der Regel rötlich gefärbt) sind eilanzettlich bis lanzettlich, abstehend oder zurückgebogen, undeutlich bis schmal berandet und verdickt bis gehörnt (= Schwielen). Die Narben der Blüten sind dunkelgrün.
Ein wichtiges Unterscheidungsmerkmal bei Schwielen-Löwenzähnen sind die Achänen (Fruchtkörper) der Fruchtstände. Diese sind bei Taraxacum scanicum dunkel rotbraun gefärbt. Die ähnliche Art Taraxacum bellicum hat dagegen hell rotbraune Achänen.
Die Pflanze blüht von Mitte bis Ende April, in warmen Jahren auch etwas früher.
Die Chromosomenzahl beträgt 2n = 24.

## Erstbeschreibung
Taraxacum scanicum wurde 1911 von dem schwedischen Botaniker Gustav Adolf Hugo Dahlstedt (1856–1934) erstbeschrieben.

## Verbreitung
Der Schonener Löwenzahn kommt vor allem im nördlichen und mittleren Europa vor. Es gibt außerdem Nachweise aus den USA.

## Verbreitung in Deutschland
In Deutschland gehört er vor allem im nördlichen Teil zu den häufigsten Schwielen-Löwenzähnen. Im Süden wird er seltener und erreicht hier langsam seinen Arealrand. In Baden-Württemberg und in Rheinland-Pfalz ist er vor allem auf Sandböden des Rheintals zu finden.

## Standortansprüche
Taraxacum scanicum wächst bevorzugt in Trockenrasen und Dünen, ferner auf Brachflächen, Wegen, Wegrändern und Weiden.

## Artenschutz
Die Art bedarf in den südlichen Bundesländern (vor allem in Baden-Württemberg) wegen ihrer Seltenheit des Naturschutzes.